# KNVB beker 2015-2016
La KNVB Beker 2015-2016 è stata la 98ª edizione della KNVB beker di calcio. La competizione è iniziata il 26 agosto 2015 con gli incontri del primo turno e si è conclusa il 24 aprile 2016 con la finale. Il Groningen era la squadra campione in carica. Il Feyenoord ha vinto il trofeo per la dodicesima volta nella sua storia, sconfiggendo per 2-1 l'Utrecht in finale, e qualificandosi per la fase a gironi della Europa League 2016-2017.

## Squadre partecipanti
| Eredivisie (18) | Eerste Divisie (17) | Topklasse (26) | Hoofdklasse (15) | Eerste Klasse (4) Tweede Klasse (2) Derde Klasse (3)                               |
| ADO Den Haag Ajax AZ Alkmaar Cambuur De Graafschap Excelsior Feyenoord Groningen Heerenveen Heracles Almelo N.E.C. PEC Zwolle PSV Roda JC Twente Utrecht Vitesse Willem II | Achilles '29 Almere City Den Bosch Dordrecht Eindhoven Emmen Fortuna Sittard Go Ahead Eagles Helmond Sport MVV NAC Breda TOP Oss RKC Waalwijk Sparta Rotterdam Telstar Volendam VVV-Venlo | AFC Barendrecht Capelle De Treffers EVV Excelsior Maassluis GVVV HBS Koninklijke HFC HHC HSC '21 IJsselmeervogels JVC Cuijk Kozakken Boys Lienden Lisse OJC Rosmalen ONS Sneek Rijnsburgse Boys Spakenburg SVV Scheveningen TEC VV UNA USV Hercules VVSB WKE | ACV Blauw Geel '38 DOVO Excelsior '31 Genemuiden Groene Ster RKSV Halsteren Harkemase Boys HSV Hoek Noordwijk RKAVV Sparta Nijkerk Staphorst Ter Leede Vlissingen | Berkum Hoogland Longa '30 Nieuwegein Dubbeldam SC Feyenoord Blerick SCM Zaanlandia |

## Calendario[1]
| Fase        | Turno            | Partita unica           |                         |
| ----------- | ---------------- | ----------------------- | ----------------------- |
| Preliminari | 1º turno         | 26 agosto 2015          | 26 agosto 2015          |
| Preliminari | 2º turno         | 22-23-24 settembre 2015 | 22-23-24 settembre 2015 |
| Preliminari | 3º turno         | 27-28-29 ottobre 2015   | 27-28-29 ottobre 2015   |
| Fase Finale | Ottavi di finale | 15-16-17 dicembre 2015  | 15-16-17 dicembre 2015  |
| Fase Finale | Quarti di finale | 2-3-4 febbraio 2016     | 2-3-4 febbraio 2016     |
| Fase Finale | Semifinali       | 1-2-3 marzo 2016        | 1-2-3 marzo 2016        |
| Fase Finale | Finale           | 24 aprile 2016          | 24 aprile 2016          |

## Fase preliminare

### Primo turno
Al primo turno preliminare hanno partecipano 42 delle 50 squadre provenienti dai campionati amatoriali. A causa delle forti piogge, quattro partite sono state sospese e rinviate al 2 settembre 2015.
| Squadra 1        | Risultato                   | Squadra 2           |
| ---------------- | --------------------------- | ------------------- |
| 26 agosto 2015   |                             |                     |
| Nieuwegein       | 1 – 3                       | HBS                 |
| Blerick          | 1 – 5 (d.t.s.)              | Capelle             |
| Hoogland         | 0 – 3                       | Rijnsburgse Boys    |
| USV Hercules     | 2 – 2 (d.t.s.) (3-4 d.t.r.) | Noordwijk           |
| WKE              | 3 – 0                       | GVVV                |
| Dubbeldam        | 1 – 4                       | DOVO                |
| Genemuiden       | 4 – 0                       | Zaanlandia          |
| Ter Leede        | 7 – 3                       | Longa '30           |
| HSV Hoek         | 0 – 1                       | EVV                 |
| HSC '21          | 2 – 1 (d.t.s.)              | Excelsior Maassluis |
| Blauw Geel '38   | 0 – 1                       | SVV Scheveningen    |
| OJC Rosmalen     | 2 – 2 (d.t.s.) (6-5 d.t.r.) | Sparta Nijkerk      |
| TEC VV           | 0 – 1                       | Berkum              |
| Harkemase Boys   | 1 – 3                       | De Treffers         |
| IJsselmeervogels | 0 – 1                       | Koninklijke HFC     |
| Groene Ster      | 0 – 2                       | ACV                 |
| Excelsior '31    | 10 – 2                      | SCM                 |
| 2 settembre 2015 |                             |                     |
| Lisse            | 2 – 1                       | RKSV Halsteren      |
| ONS Sneek        | 3 – 2 (d.t.s.)              | Vlissingen          |
| SC Feyenoord     | 2 – 1                       | UNA                 |
| RKAVV            | 0 – 1                       | Staphorst           |

### Secondo turno
Al secondo turno preliminare hanno partecipano le 21 squadre vincitrici del primo turno, le restanti otto squadre provenienti dai campionati amatoriali e le 35 squadre partecipanti alla Eredivisie e alla Eerste Divisie.
| Squadra 1         | Risultato                    | Squadra 2        |
| ----------------- | ---------------------------- | ---------------- |
| 22 settembre 2015 |                              |                  |
| SVV Scheveningen  | 0 – 0 (d.t.s.) (5-6 d.t.r.)  | Telstar          |
| Capelle           | 1 – 1 (d.t.s.) (5-4 d.t.r.)  | MVV              |
| OJC Rosmalen      | 3 – 4 (d.t.s.)               | Sparta Rotterdam |
| AFC               | 2 – 3                        | Emmen            |
| NAC Breda         | 0 – 1                        | Heerenveen       |
| DOVO              | 0 – 3                        | Willem II        |
| ONS Sneek         | 0 – 2                        | Utrecht          |
| Spakenburg        | 3 – 0                        | Ter Leede        |
| ACV               | 1 – 2                        | Excelsior '31    |
| Kozakken Boys     | 4 – 2                        | Staphorst        |
| EVV               | 0 – 3                        | Almere City      |
| Lienden           | 1 – 0                        | Volendam         |
| Noordwijk         | 0 – 3                        | N.E.C.           |
| Genemuiden        | 3 – 3 (d.t.s.) (3-1 d.t.r.)  | ADO Den Haag     |
| SC Feyenoord      | 0 – 2                        | Dordrecht        |
| Lisse             | 0 – 4                        | HHC              |
| PSV               | 3 – 2                        | Cambuur          |
| 23 settembre 2015 |                              |                  |
| Koninklijke HFC   | 3 – 2                        | Eindhoven        |
| HSC '21           | 2 – 2 (d.t.s.) (9-10 d.t.r.) | Go Ahead Eagles  |
| Rijnsburgse Boys  | 3 – 3 (d.t.s.) (5-6 d.t.r.)  | VVSB             |
| HBS               | 4 – 1                        | TOP Oss          |
| Groningen         | 4 – 1                        | Twente           |
| AZ Alkmaar        | 6 – 1                        | VVV-Venlo        |
| Heracles Almelo   | 4 – 1 (d.t.s.)               | Vitesse          |
| Fortuna Sittard   | 1 – 3 (d.t.s.)               | Achilles '29     |
| Berkum            | 4 – 4 (d.t.s.) (5-3 d.t.r.)  | JVC Cuijk        |
| Barendrecht       | 0 – 2                        | Excelsior        |
| WKE               | 2 – 5 (d.t.s.)               | Den Bosch        |
| De Treffers       | 0 – 3                        | Roda JC          |
| Ajax              | 2 – 0                        | De Graafschap    |
| 24 settembre 2015 |                              |                  |
| RKC Waalwijk      | 1 – 2                        | Helmond Sport    |
| Feyenoord         | 3 – 0                        | PEC Zwolle       |

### Terzo turno
| Squadra 1       | Risultato                   | Squadra 2        |
| --------------- | --------------------------- | ---------------- |
| 27 ottobre 2015 |                             |                  |
| PSV             | 6 – 0                       | Genemuiden       |
| Heracles Almelo | 3 – 1                       | Koninklijke HFC  |
| Almere City     | 0 – 3                       | Den Bosch        |
| Berkum          | 0 – 3                       | HHC              |
| Achilles '29    | 2 – 1                       | Spakenburg       |
| Dordrecht       | 0 – 1 (d.t.s.)              | Capelle          |
| VVSB            | 3 – 1                       | Emmen            |
| Go Ahead Eagles | 0 – 2                       | Willem II        |
| 28 ottobre 2015 |                             |                  |
| HBS             | 1 – 2                       | Kozakken Boys    |
| Feyenoord       | 1 – 0                       | Ajax             |
| Lienden         | 1 – 1 (d.t.s.) (5-6 d.t.r.) | Roda JC          |
| Excelsior '31   | 4 – 3                       | Excelsior        |
| Utrecht         | 5 – 3 (d.t.s.)              | Groningen        |
| 29 ottobre 2015 |                             |                  |
| N.E.C.          | 4 – 0                       | Sparta Rotterdam |
| Heerenveen      | 1 – 0                       | Helmond Sport    |
| Telstar         | 0 – 1                       | AZ Alkmaar       |

## Fase finale

### Ottavi di finale
| Squadra 1        | Risultato      | Squadra 2  |
| ---------------- | -------------- | ---------- |
| 15 dicembre 2015 |                |            |
| HHC              | 2 – 0          | N.E.C.     |
| Excelsior '31    | 1 – 3          | Den Bosch  |
| Roda JC          | 3 – 1          | Heerenveen |
| 16 dicembre 2015 |                |            |
| Achilles '29     | 0 – 5          | Utrecht    |
| Kozakken Boys    | 1 – 3          | AZ Alkmaar |
| Capelle          | 2 – 3          | VVSB       |
| Heracles Almelo  | 2 – 3          | PSV        |
| 17 dicembre 2015 |                |            |
| Feyenoord        | 2 – 1 (d.t.s.) | Willem II  |

### Quarti di finale
| Squadra 1       | Risultato      | Squadra 2 |
| --------------- | -------------- | --------- |
| 2 febbraio 2016 |                |           |
| AZ Alkmaar      | 1 – 0          | HHC       |
| 3 febbraio 2016 |                |           |
| Den Bosch       | 2 – 3          | VVSB      |
| Roda JC         | 0 – 1 (d.t.s.) | Feyenoord |
| 4 febbraio 2016 |                |           |
| PSV             | 1 – 3          | Utrecht   |

### Semifinali
| Squadra 1    | Risultato | Squadra 2  |
| ------------ | --------- | ---------- |
| 2 marzo 2016 |           |            |
| Utrecht      | 3 – 0     | VVSB       |
| 3 marzo 2016 |           |            |
| Feyenoord    | 3 – 1     | AZ Alkmaar |

### Finale
| Squadra 1      | Risultato | Squadra 2 |
| -------------- | --------- | --------- |
| 24 aprile 2016 |           |           |
| Feyenoord      | 2 – 1     | Utrecht   |

| Arbitro: | Björn Kuipers |

|                                |           |             |
| Kramer 42’ Bednarek 75’ (aut.) | Marcatori | 51’ Leeuwin |